# Eugen Franck
Eugen Heinrich Franck, auch Eugen Heinrich Frank (* 8. Mai 1832 in Steinheim am Main; † 19. August 1893 in München) war ein deutscher Richter und Politiker (Zentrum).

## Leben
Eugen Franck war der Sohn des Geheimen Staatsrats Heinrich Franck (1805–1878) und dessen Ehefrau Margarethe geborene Werle (* 1804). Franck, der katholischer Konfession war, heiratete am 22. September 1864 Elisabeth Sophie Marie geborene Fecher (* 1844).
Franck studierte ab Wintersemester 1849/50 Rechtswissenschaften in Gießen und Heidelberg und schloss sein Studium mit der Promotion zum Dr. jur. ab. In Gießen war er Mitglied des Corps Teutonia, in Heidelberg des Corps Rhenania. Er wurde 1865 Substitut des Oberstaatsanwalts am Hofgericht Darmstadt und 1869 dort Hofgerichtsrat. Ab 1879 war er Oberlandesgerichtsrat am Oberlandesgericht Darmstadt.
Von 1872 bis 1893 gehörte er der Zweiten Kammer der Landstände des Großherzogtums Hessen an. Er wurde für den Wahlbezirk Starkenburg 8/Lorsch/Heppenheim gewählt und galt als geistiger Führer der hessischen Zentrumsfraktion.